# Темченко Павло Кононович
Павло Кононович Темченко (1882–1946) — український письменник.

## Життєпис
Народився 14 (27) січня 1882 року в містечку Широке Херсонського повіту Херсонської губернії (тепер Дніпропетровська область).
Родина Павла Кононовича була багатодітна: шестеро дітей (три сестри і два брати). Батько - Конон Гаврилович Темченко (1838-1909), мати - Ксенія Захаріївна.
Після закінчення народної школи пас череду, потім був учнем у столяра. Освоївши цю науку, захопився художньо-малярською справою. В поєднанні зі столярством це давало певні прибутки. Весь вільний час займався самоосвітою. Багато читав, став всебічно розвиненою людиною. 1903-го року був призваний в армію. Брав участь в російсько-японській війні. Після повернення одружився, одержав земельний наділ і трудився біля землі. В 1908 році працював в школі й там організував перший витівничий гурток, який проіснував порівняно недовго (7-8 років).
У 1913 році у квітневому випуску Київського журналу «Маяк» з'явилося його перше оповідання «Сонько», яке принесло визнання.
У кінці 1913 року за кошти кредитного товариства, яким керував П. Г. Лобановський, закінчили будівництво нового будинку, на другому поверсі якого облаштували театр. Перший поверх займало кредитне товариство, а на другому поверсі зала на 300 місць, фоє, сцена та гримерна кімната. Звідси і палало вогнище культури та духовної потреби широчан.
У 1914 році очолив місцеву філію товариства «Просвіта». Просвітяни проводили велику роботу з покращення культурного рівня односельчан — готували вистави, проводили бесіди серед населення, організовували гуртки самодіяльності, розпочали видавництво щотижневого часопису «Зоря», де друкувалися твори місцевих авторів. Твори Павла Темченка «Сонько», «Після муштри», «Мед», «Тихо», «Сон», «Пожежа», «Злодій», «Божа дитина», «Єрусалимська благодать», «Святий», «Фальш» та багато інших друкувалися в деяких інших газетах та журналах в Україні.
Павло Кононович був неабияким художником. На виставці з сільськогосподарської тематики в 1926 році в м. Кривий Ріг за малюнки був нагороджений похвальним листом. Кожну роботу, за яку брався, виконував надзвичайно старанно. Коли відкривали школи чи крамниці в селах району — писав вивіски, гасла та інші наочні оздоби.
До 1917 року друкувався у журналах «Маяк» і «Шлях». Був редактором часопису «Зоря», а також завідувачем Широківським сільбудинком, де керував гуртком «Художнє слово».
Друкувався таких виданнях, як Харківсько-Київське видавництво «Шлях освіти». Оповідання «Злодій» було видане у Полтаві, де Полтавське Губернське Педагогічне Бюро включило його до шкільної програми.
Настали часи розкуркулювання, колективізації, викриття «ворогів народу»… 6 березня 1931 року П.Темченка заарештували, вислали в місто Липець Воронезької області, а 15 червня 1931 року звільнили, але за умови заборони проживати в Україні, центральних і прикордонних містах 3 роки. Повна заборона писати і знищення його творів.
Згідно інформації Національного банку репресованих http://www.reabit.org.ua/nbr/?ID=106196, реабілітований 14.04.1997 року (запис №106196).
Останні роки проживав на Кіровоградщині в с. Торговці, де помер 30 квітня 1946 року.
Вдячні широчани пам'ятають про цього чудового земляка  й тому за ініціативи районного осередку «Просвіта» та особисто його керівника Валентина Івановича Деркача на місці хати П.Темченка, де він народився й жив, встановлено пам'ятну дошку з граніту.